# Kapaun

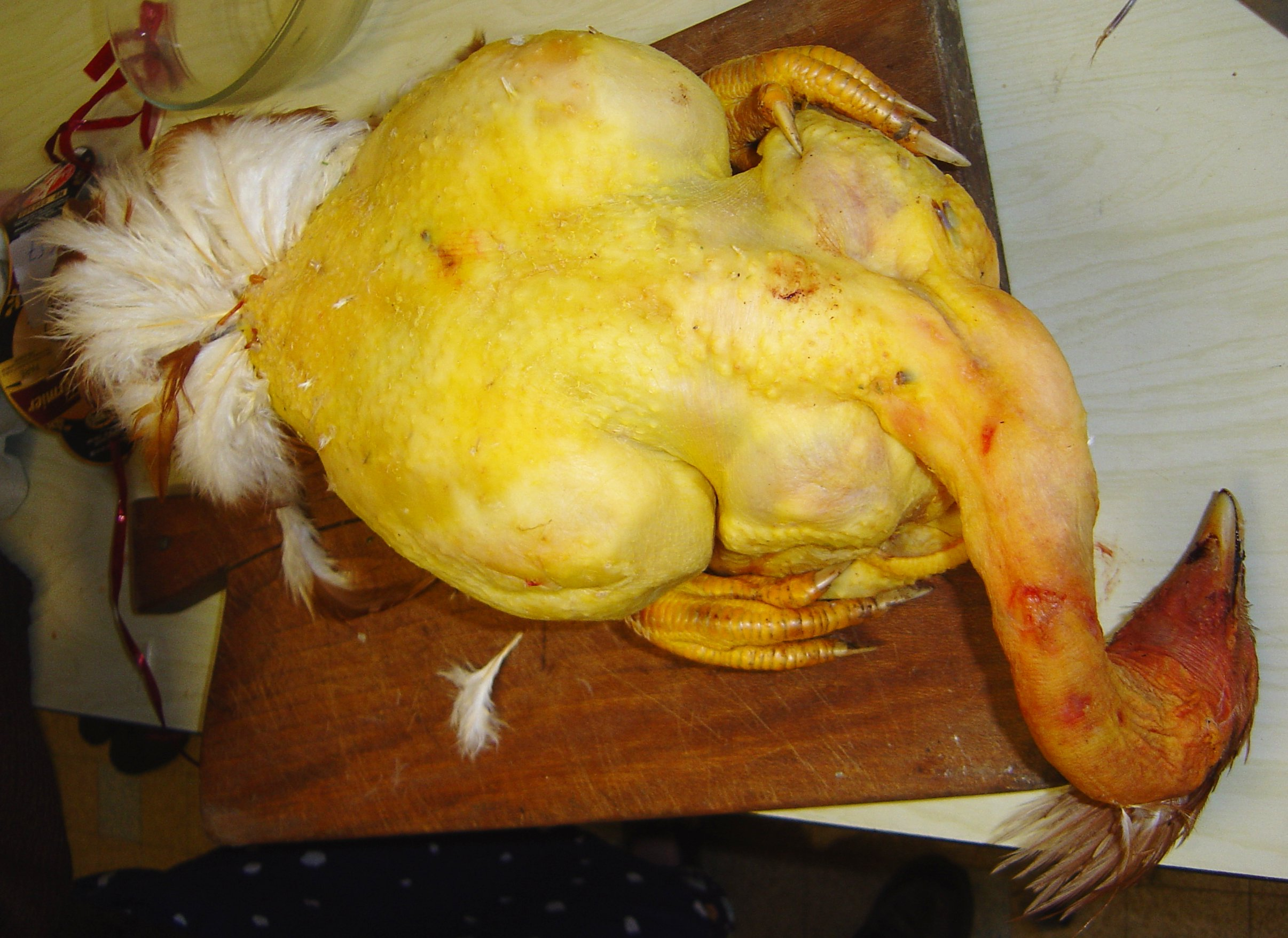
Ein gerupfter Kapaun mit Kopf, Füßen und Schwanz

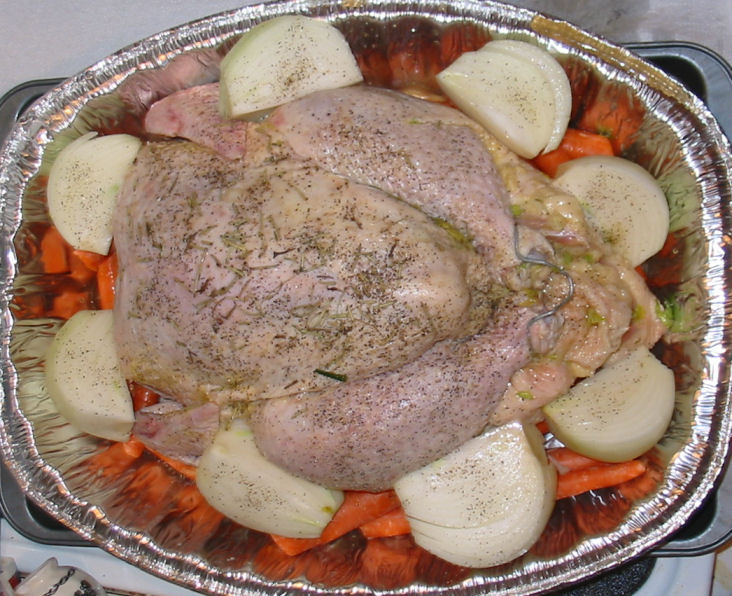
Ein Kapaun vor dem Braten

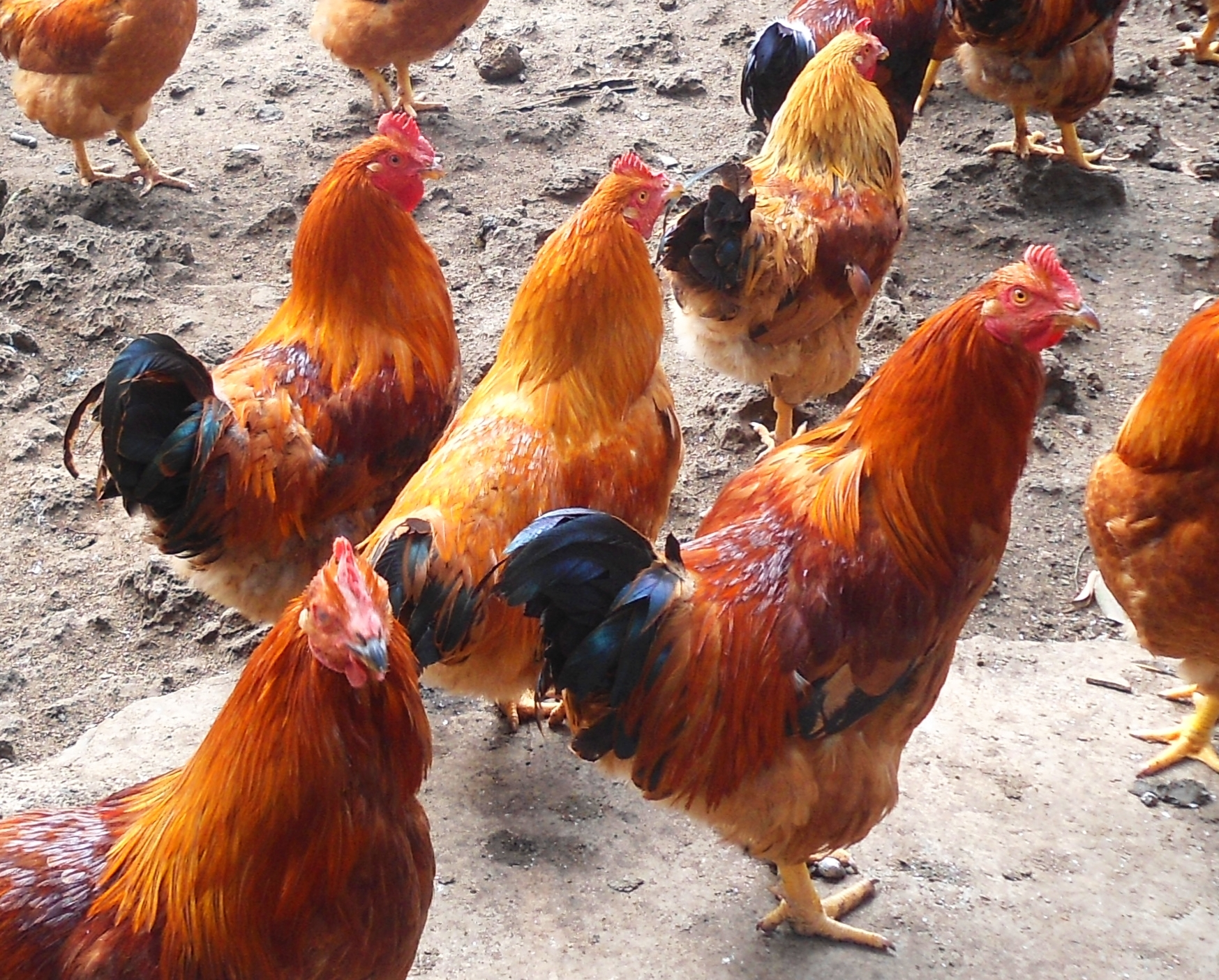
Kapaune in Hainan

Ein Kapaun, auch Kapphahn oder Masthahn, ist ein im Alter von etwa zwölf Wochen kastrierter und gemästeter Hahn. Sein Fleisch gilt als besonders mild, ist weiß und fett und wird deshalb von Feinschmeckern geschätzt.
Dem echten Kapaun werden bei dem als Kapaunisierung bezeichneten Eingriff auch sein Kamm und die Bartlappen abgeschnitten. Die Operation wird von Tierärzten oder geübten Personen vorgenommen, da eine genaue Kenntnis der Anatomie des Geflügels erforderlich ist. Zur Kenntlichmachung wurden den kastrierten Hähnen früher die Sporen abgeschnitten und in den Kamm gesetzt, wo sie zu einer Art von Hörnern auswuchsen. Dies wird als möglicher Ursprung der deutschen Redensart „jemandem Hörner aufsetzen“ angesehen.

## Veränderungen in Aussehen und Verhalten
Im Gesicht, an den Resten des Kamms und den Lappen bleicht seine Farbe aus, der Körper streckt sich in die Länge, die Federn am Halskragen, auf dem Rücken, an den Lenden und am Schwanz werden länger und vollständiger als beim normalen Hahn. Die Federn an Rücken und Halskragen hängen dicht und buschig herab, der Schwanz wird in gestreckter Weise, fast horizontal getragen. Ein Kapaun kräht seltener als ein unkastrierter Hahn. Seine Stimme klingt heiserer, tremolierend, fast gläsern.
Ein Geschlechtstrieb ist bei Kapaunen nicht mehr feststellbar. Sie stehen in der Hackordnung an unterer Stelle, gehen Rangordnungskämpfen mit ausgewachsenen Hähnen aus dem Weg und ergreifen nicht selten auch die Flucht vor kampflustigen Hennen.
In Kunstbrut erbrütete Küken, die ihm im Alter von wenigen Tagen untergeschoben werden, führt ein Kapaun umsichtig und liebevoll und meist länger als eine Henne, weswegen Kapaune in der Geflügelzucht mitunter als „Kükenbetreuer“ eingesetzt werden.

## Verwendung in der Küche
Kapaune werden im Handel nur in der Zeit von Anfang bis Ende Dezember angeboten, daher ist ein Kapaun ein klassischer Weihnachtsbraten. In Deutschland werden jährlich nicht mehr als 1500 Kapaune gekauft. Die im Fachhandel angebotenen Kapaune stammen meist aus Frankreich. Berühmt für ihre ausgezeichnete Fleischqualität und einen kräftigen Geschmack sind die Chapons de Bresse. Für das Mittelalter ist die Herstellung eines Arzneimittels orientalischer Herkunft aus Kapaun unter Zusatz von Gold und aromatischen Zutaten belegt.

## Kapaunerzins
Früher waren Kapaune als sogenannter Kapaun(er)zins ein üblicher Teil des Zehnten, dessen Zahlung neben Frondiensten und Geld auch Naturalien umfasste. Kapaune waren auch im Deputatlohn von Beamten enthalten.

## Kritik
Die Entfernung von Kamm und Bartlappen ist schmerzhaft. Die Kastration von Hähnen ist seit 2005 in Deutschland und Österreich verboten. Viele Tiere starben bei dem Eingriff.